# 风宪宏纲
《风宪宏纲》是元朝的法律之一。
元仁宗即位后，“以格例条画有关于风纪者，类集成书，”编修成一部专门的监察法规《风宪宏纲》。 并命监察御史马祖常作《风宪宏纲序》。
《风宪宏纲》是一部关于纲纪、吏治的法典。
元惠宗至元二年(1336年)，在增订《风宪宏纲》的基础上，将有关御史台典章制度汇编为《宪台通纪》。